# Ana Ortiz
Ana Ortiz, född 25 januari 1971 i New York, är en amerikansk skådespelare. Ortiz är kanske mest känd för att ha spelat rollen som den äldre systern i Ugly Betty.